# Brigáda socialistické práce

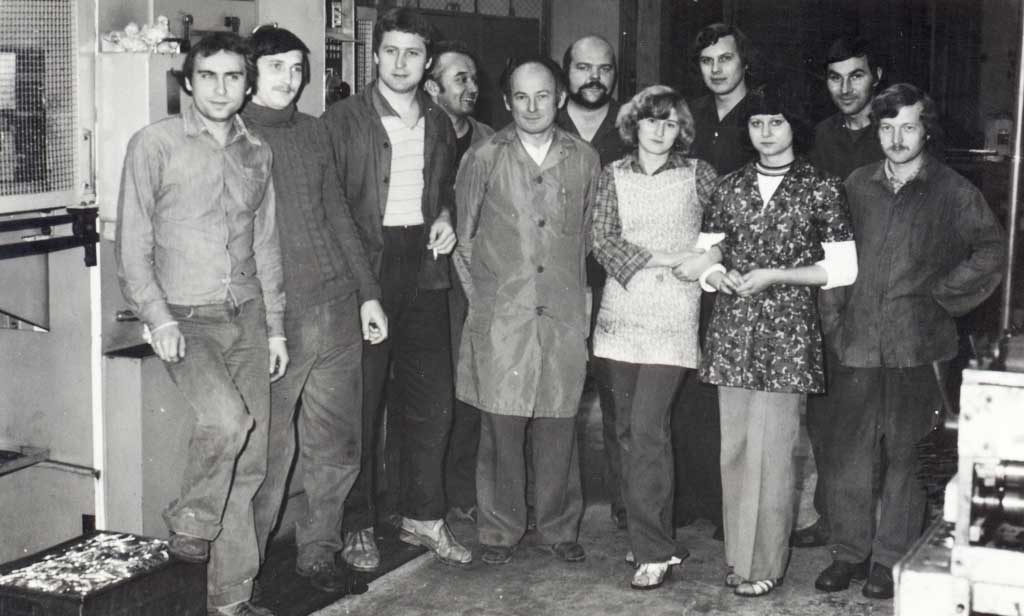
Kolektiv Brigády socialistické práce na pracovišti

Brigáda socialistické práce (zkratka BSP) byla formou socialistického soutěžení a socialistické pracovní iniciativy za komunistického Československa.

## Vznik a ideologie
Myšlenka vzniku BSP přišla ze SSSR, kde v roce 1958 vznikl první pracovní kolektiv soutěžící o titul Brigáda komunistické práce. V ČSSR se soutěžení o titul BSP plně rozvinulo až v dobách normalizace.
Dle tehdejší terminologie bylo hnutí BSP „nejvyšší formou socialistického soutěžení. Plnilo náročné úkoly při socialistické výstavbě, upevňovalo socialistické výrobní vztahy a zvyšovalo kulturní úroveň pracujících. Pomáhalo i při intenzifikaci národního hospodářství, rozvoji vědy, techniky, kvality a efektivnosti práce, a nabádalo členy hledat ještě účinnější formy a metody práce pro společnost.“ Kromě úvodních let tohoto soutěžení však nešlo ve skutečnosti o „hnutí“, účast v soutěžení byla většinou formální. 

## Masovost
Roku 1984 bylo v tomto soutěžení zapojeno na 200 tisíc kolektivů, ve kterých působilo přes 2,7 milionu pracujících ve všech druzích podniků, tedy nejen dělníků.

## Forma soutěžení

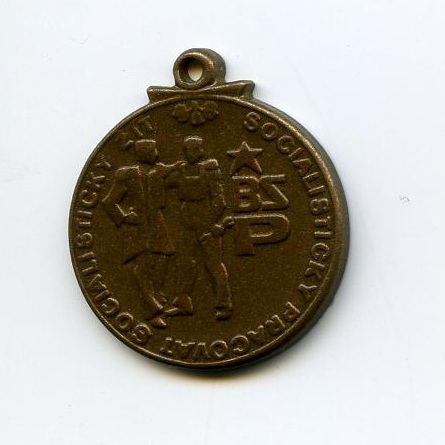
Bronzový odznak člena BSP

Pracující v jednotlivých dílnách (kancelářích) se vyhlásili kolektivem, který soutěží o titul BSP. Pak probíhalo tzv. hodnocení, které bylo veskrze formální. Za 1–2 roky byl kolektiv tohoto pracoviště vyhlášen jako kolektiv, nesoucí hrdé jméno Brigáda socialistické práce. Zároveň se stali držiteli bronzového odznaku. Potom soutěžili o stříbrný a zlatý odznak.
Vše probíhalo formou drobných výhod pro členy brigád. Někdy vyšším ohodnocováním, jindy lepší možností využívat rekreační objekty podniku.

## Další formy soutěžení
- Komplexní racionalizační brigáda
- ZENIT – rada mladých odborníků (na platformě SSM)
- Překonej sám sebe
- Ručím za kvalitu své práce
- Sdružené socialistické závazky
- Celopodnikové závazky
- Celozávodní závazky
- Kolektivní závazky
- Osobní závazky